# Експериментальна музика
Експеримента́льна му́зика (англ. Experimental Music) — музика, незвичайний інструментарій або нові композиційні принципи якої роблять її неустояну естетику в перспективно-ціннісному відношенні досить невизначеною і спірною.

## Загальна характеристика
Експериментальну музику слід відрізняти від авангардної музики, оскільки: «…в узагальненому вигляді, авангардну музику можна розглядати як ту, що займає екстремальні позиції в межах традиції, в той час як експериментальна музика лежить за її межами.»